# Nielęgowo

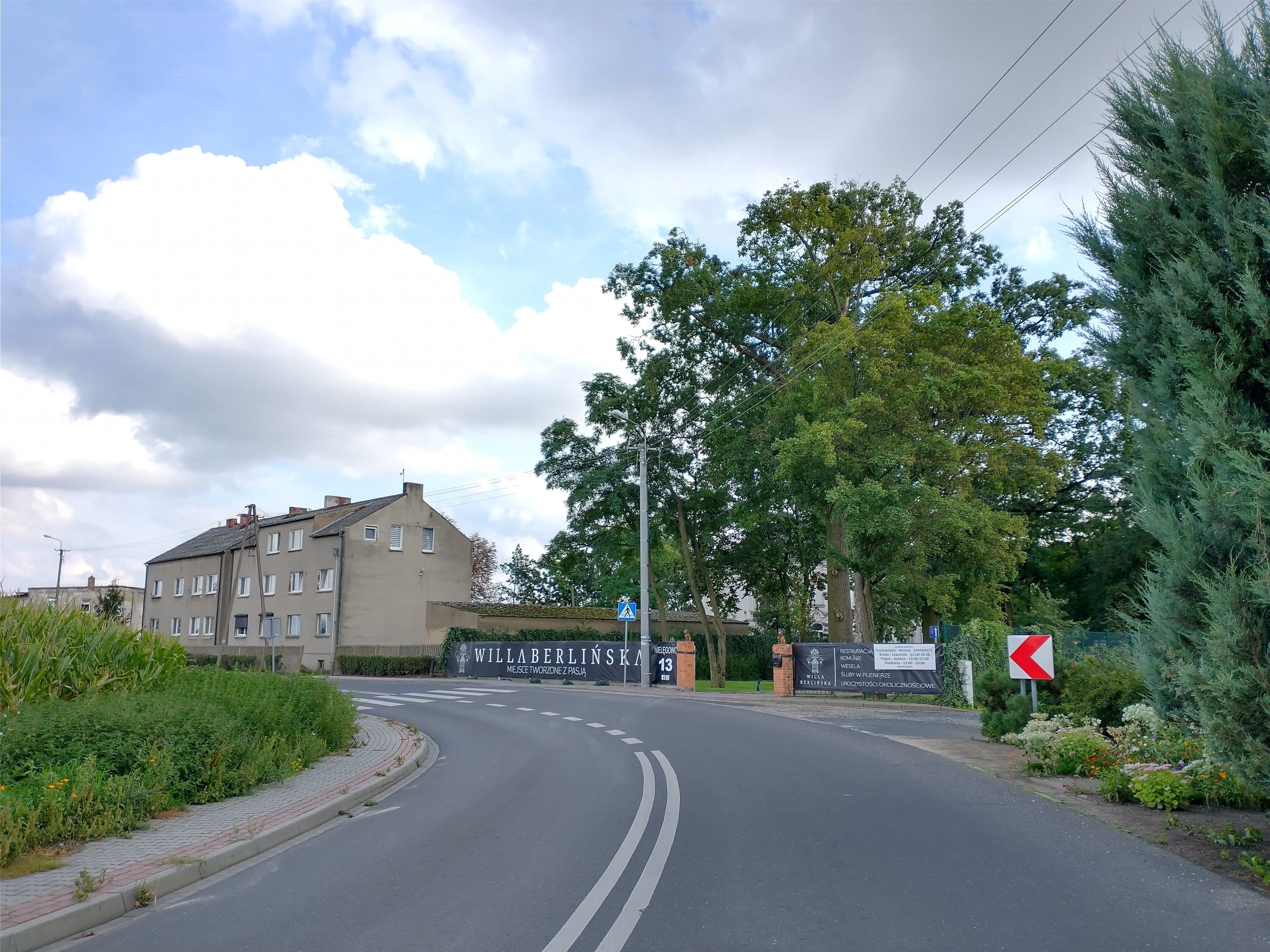
Centrum wsi

Nielęgowo – wieś w Polsce położona w województwie wielkopolskim, w powiecie kościańskim, w gminie Kościan.

## Historia
Wieś pierwotnie związana była z Wielkopolską. Ma metrykę średniowieczną i istnieje co najmniej od końca XIII wieku. Wymieniona w dokumencie zapisanym po łacinie z 1278 Nielągow, 1404 Nelangowo, 1413 Nielangowo, 1445 Nyelangowo, 1462 Nyeląngowo, 1471 Nyelagowo, 1530 Nyelegowo, 1580 Nieliengowo.
Okolice miejscowości były zasiedlone jednak wcześniej niż odnotowują to archiwalne, historyczne zapisy. W pobliżu wsi odkryto cmentarzysko wczesnośredniowieczne.
Miejscowość była wsią szlachecką i należała do lokalnej szlachty wielkopolskiej z rodu Gryżyńskich. W 1445 należała do powiatu kościańskiego Korony Królestwa Polskiego, a w 1510 znajdowała się w parafii Gryżyna.
W 1298 odnotowany został kopiec węgielny rozdzielający Przesiekę Starą, Gniewowo oraz Nielęgowo stojący na wzgórzu za gajem zwanym Warist.
W początku XV wieku miejscowość należała do Gryżyńskich. W 1404 woźny sądu ziemskiego w imieniu właściciela Jana Gryżyńskiego zapowiedział pastwiska, lasy i drogi w dziedzinach Lubosz, Węgliny, Nielęgowo i Łęka Wielka. W 1415 woźny sądowy zapowiedział w imieniu syna Jana Borka Gryżyńskiego pastwiska, drogi, gaje i lasy we wsiach Węgliny, Racat, Lubosz, Nielęgowo, Łęka Wielka i Gaj. W 1467 bracia Jan, Maciej-Mościc i Andrzej Gryżyńscy podzielli się dobrami: Jan otrzymał Gryżynę i część Nielęgowa wraz z młynem wodnym. W 1470 Andrzej Gryżyński właściciel wsi Gryżyna, Racot, Nielęgowo, Jezierzyce, Grotniki, Dłużyna, Węgliny, Charbielin i Darnowo pozwany został o 3 grzywny i jeden wiardunek przez Tomisława Kluczewskiego. W 1471 Jan Gryżyński zapisał swojej żonie Annie 200 grzywien posagu oraz wiana na Gryżynie oraz na Nielęgowie.
W 1487 syn Jana Andrzej Gryżyński w obecności opiekuna Andrzeja Włocha z Łodzi zapisał prałatom oraz kanonikom w katedrze poznańskiej czynsz 3,5 grzywny na Gryżynie i na Nielęgowie. W 1489 zapisał także żonie Barbarze Iłowieckiej po 300 grzywien posagu oraz wiana na Gryżynie i Nielęgowie. W 1512 Andrzej Gryżyński dał swe wsie Gryżynę i Nielęgowo Maciejowi Gostyńskiemu, a w zamian otrzymał wieś Drzęczewo oraz czynsz 8 grzywien i 3 wiardunków ze wsi Brzezie koło Gostynia.
Miejscowość odnotowana została również w rejestrach podatkowych. W 1510 w Nielęgowie było 8 łanów osiadłych i 6 kwart roli opuszczonych. W 1513 miała miejsce wizytacja wsi dokonana przez kanonika poznańskiego Andrzeja Jurgizeta z Naramowic z powodu ciążących na wsi czynszów dla kat. poznańskiej. We wsi było 7,5 łana, jeden łan sołecki, karczma, która miała jedną kwartę roli i płaciła pół kopy czynszu, 3 zagrody opuszczone. Pobierano opłaty od kmieci z jednego łanu w wysokości jednej grzywny, dwóch miar owsa, dwóch kapłonów, 0,5 kopy jaj. We wsi nie było folwarku. Pan miał piękne łąki, sprzedawał z nich siano za 3 lub 4 grzywny, a za wynajem pastwisk otrzymywał ok. jedną grzywnę. W 1530 miał miejsce pobór od 4 łanów oraz karczmy. W 1563 pobrano podatki od 5,5 łana oraz od 1,5 łana sołeckiego. W 1581 miał miejsce pobór od 6 łanów oraz od dwóch komorników.
W rejestrze z lat 1580–1581 wieś występowała pod nazwą Nielengowo i podlegała parafii w Gryżynie. Wieś Nieliengowo położona była w 1581 roku w powiecie kościańskim województwa poznańskiego w Rzeczypospolitej Obojga Narodów.
W wyniku II rozbioru Rzeczypospolitej w 1793, miejscowość przeszła w posiadanie Prus i jak cała Wielkopolska znalazła się w zaborze pruskim. W okresie Wielkiego Księstwa Poznańskiego (1815-1848) miejscowość wzmiankowana jako Nielęgowo należała do wsi większych w ówczesnym powiecie Kosten rejencji poznańskiej. Nielęgowo należało do okręgu kościańskiego tego powiatu i stanowiło część majątku Osiek, który należał wówczas do Karola Zakrzewskiego. Według spisu urzędowego z 1837 roku Nielęgowo liczyło 124 mieszkańców, którzy zamieszkiwali 13 dymów (domostw). Ponadto wzmiankowana była posada leśna o nazwie Nielęgowskie Goruszki, gdzie w dwóch chatach mieszkało 17 osób.
W latach 80. XIX wieku Nielęgowo leżało w gminie Osiek, liczyło 9 domostw i 133 mieszkańców. W latach 1975–1998 miejscowość administracyjnie należała do województwa leszczyńskiego.

## Zabytki i turystyka
Ochronie podlega zabytkowy dwór z pocz. XX wieku z otaczającym go parkiem. Skrajem wsi przebiega czarny szlak pieszy ze Śmigla nad jezioro Wonieść.
Na wschód od wsi przepływa Kanał Wonieść.